# Lerista praepedita
Espèce
Synonymes
- Soridia lineata Gray, 1839
- Pholeophilus capensis Smith, 1849
- Lygosoma praepeditum Boulenger, 1887

Lerista praepedita est une espèce de sauriens de la famille des Scincidae.

## Répartition

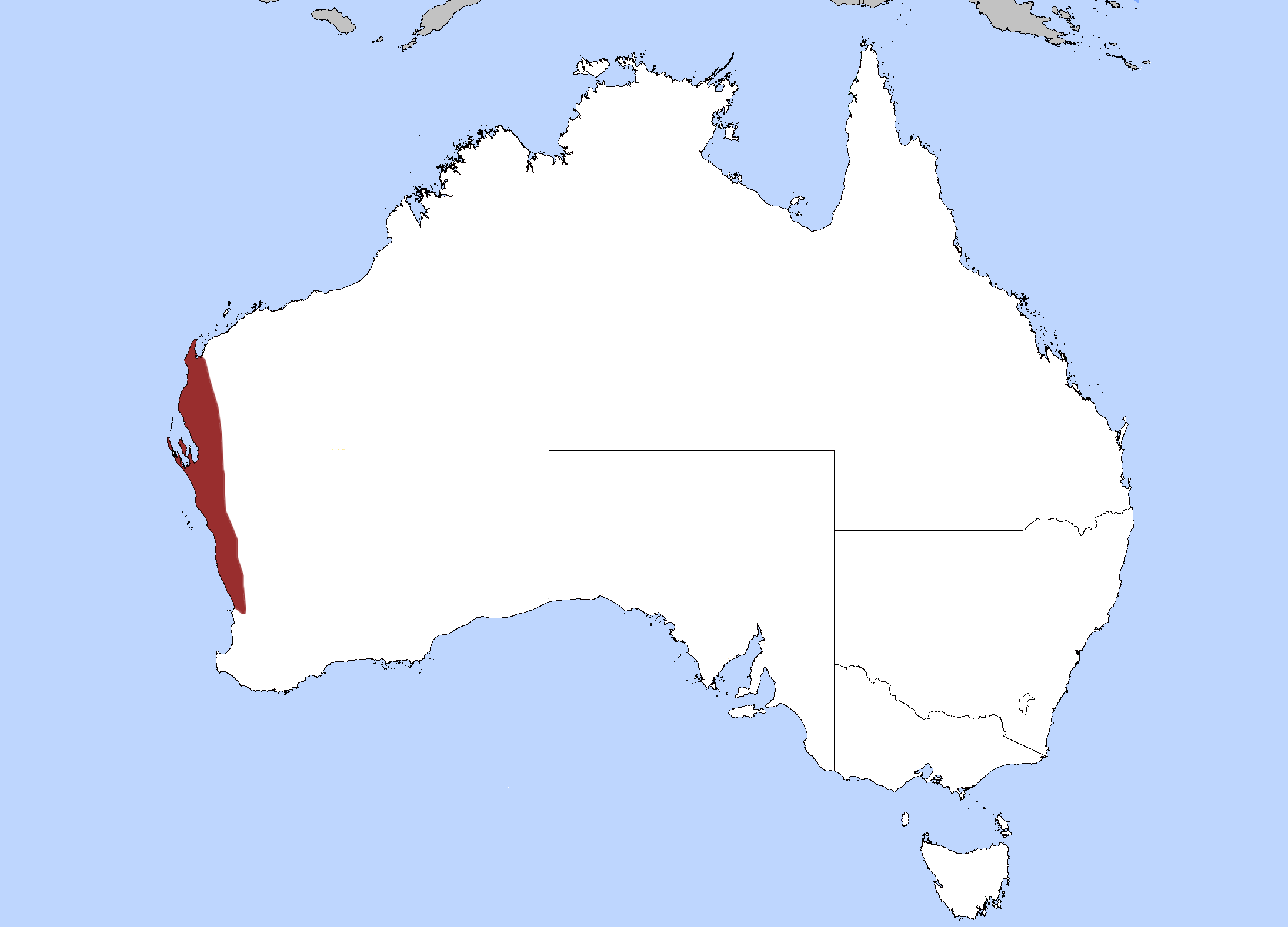
Répartition de l'espèce en Australie.

Cette espèce est endémique d'Australie-Occidentale en Australie.

## Taxinomie
John Edward Gray avait décrit Soridia lineata en 1839, George Albert Boulenger en 1887 ne pouvait le déplacer dans le genre Lygosoma en Lygosoma lineata (Gray, 1839) car ce nom était préoccupé par Lygosoma lineata (Gray, 1839) ; George Albert Boulenger l'a donc renommé Lygosoma praepeditum Boulenger, 1887.

## Publications originales
- Boulenger, 1887 : Catalogue of the Lizards in the British Museum (Nat. Hist.) III. Lacertidae, Gerrhosauridae, Scincidae, Anelytropsidae, Dibamidae, Chamaeleontidae. London, p. 1-575 (texte intégral).
- Gray, 1839 "1838" : Catalogue of the slender-tongued saurians, with descriptions of many new genera and species. Annals and Magazine of Natural History, sér. 1, vol. 2, p. 331-337 (texte intégral).